# Allium mariae
Allium mariae är en amaryllisväxtart som beskrevs av Eugen Iwanowitsch Bordzilowski. Allium mariae ingår i släktet lökar, och familjen amaryllisväxter. Inga underarter finns listade i Catalogue of Life.